# 阿拉伯解放旗
阿拉伯解放旗（阿拉伯語：علم التحرير العربي）是埃及阿拉伯革命期間設計並使用的泛阿拉伯三色旗，由紅色、白色及黑色組成，與阿拉伯起義旗的區別在於阿拉伯解放旗底色由紅色、白色及黑色組成，而阿拉伯起義旗底色則為黑色、綠色及白色。
在埃及阿拉伯革命後，阿拉伯解放旗成為了阿拉伯民族主義與納賽爾主義的象徵，並在日後被多個共和制阿拉伯國家所採用。

## 象徵

红色象徵哈希姆王朝
白色代表倭馬亞王朝
黑色表示阿拔斯王朝

## 使用

### 現存國家使用
- 埃及阿拉伯共和國
- 伊拉克共和國
- 葉門共和國

### 歷史國家或地區使用
- 埃及共和國
- 埃及共和国
- 阿拉伯聯合共和國
- 阿拉伯共和國聯邦
埃及阿拉伯共和國
- 伊拉克第二共和國
- 伊拉克第三共和國
- 聯盟駐伊拉克臨時管理當局
- 葉門阿拉伯共和國
- 葉門阿拉伯共和國
- 南葉門人民共和國
葉門人民民主共和國
葉門民主共和國
- 敘利亞阿拉伯共和國
- 阿拉伯共和國聯邦
敘利亞阿拉伯共和國
- 敘利亞阿拉伯共和國
- 利比亞阿拉伯共和國
- 阿拉伯共和國聯邦
利比亞阿拉伯共和國
- 阿拉伯斯坦共和國

### 政府旗、总统旗
- 埃及总统
- 也门总统
- 南也门总统
1967年—1990年
- 阿拉伯联合共和国总统
1958年—1971年
- 叙利亚总统
1963年—1972年
- 叙利亚总统
1972年—1980年
- 叙利亚总统
1980年—2024年

### 军旗
- 埃及武装部队
- 也门武装部队
- 叙利亚阿拉伯武装部队军旗以及国防部旗
- 叙利亚阿拉伯武装部队军旗

### 提案使用
- 阿拉伯伊斯蘭共和國
- 伊拉克國旗1號提案
- 伊拉克國旗2號提案
- 阿拉伯共和國聯盟

### 組織與運動
- 佐法尔解放阵线
- 佐法尔解放阵线
- 解放被占领的阿拉伯湾人民阵线
- 解放阿曼人民陣線
- 阿拉伯人解放阿瓦士奮鬥運動（英语：Arab Struggle Movement for the Liberation of Ahvaz）
阿拉伯斯坦民主革命解放阵线（英语：Democratic Revolutionary Front for the Liberation of Arabistan）